# وراتنا
وراتنا (به صربی: Vratna) یک منطقهٔ مسکونی در صربستان است که در نگوتین واقع شده‌است. وراتنا ۳۱۶ نفر جمعیت دارد.